# Кондрашкин, Александр Борисович
Алекса́ндр Бори́сович Кондра́шкин (23 ноября 1956, Ленинград — 9 июля 1999, Германия — советский и российский барабанщик.
Играл в группах «Пикник» (1978—1981), «Аквариум» (1981—1983), «Странные игры» (1981—1985), «Мануфактура» (1983—1984), «Джунгли» (1985—1987), «АВИА» (1985—1990), «Тамбурин» (1981-83(?), «Зарок», «Объект насмешек» (1985—1987), «Восток-1», «Чиж & Co (1993—1994)», «Стандарт», «Клуб кавалера Глюка» (1994—1995), «Brain Drain», в проекте Сергея Курёхина «Поп-механика» (в Большой и в Малой), в джазовых проектах Сергея Летова, собственном «Toys & Noys» и других.
Александра Кондрашкина считают лучшим барабанщиком Ленинградского рок-клуба.

## Биография
Закончил Ленинградское музыкальное училище имени Римского-Корсакова, несколько раз был женат, есть дети.
По его признанию, на него оказали влияние следующие музыканты: виолончелист Владислав Макаров, трубач Вячеслав Гайворонский, барабанщик Владимир Тарасов, а из стилей — восточные — гагаку (японская музыка), тибетская музыка.
В конце 1978 года стал барабанщиком группы «Пикник». В 1981 году пришёл в «Аквариум», где с его участием записывались альбомы «Электричество», «Треугольник», «Акустика», «Радио Африка».
В первой половине 1980-х годов Кондрашкин увлекался джазовой импровизацией и часто выступал и записывался дуэтом с саксофонистом Сергеем Летовым (запись издана «Leo Records»). В 1983—1984 годах состоялись записи трио Кондрашкин — Летов — Макаров (переизданы на CD (15 треков) Сергеем Летовым в память об Александре Кондрашкине). В тот же период времени он сотрудничал и с Сергеем Курёхиным («Поп-механика»).
После ухода из «Аквариума» был приглашён в «Странные игры», участвовал в записи альбома «Метаморфозы». В 1986 году группа распалась на «Игры» и «АВИА», в последнюю ушёл Кондрашкин, с его участием «АВИА» записали «Жизнь и творчество композитора Зудова», «АВИА Всем!», AVIA и «Ура!».
Во второй половине 1980-х помимо «АВИА» играл в «Джунглях», «Тамбурине», «Объекте насмешек» практически одновременно, так как был востребованным инструменталистом. В 1990-е годы играл в группе «Чиж & Co», при его участии записаны альбомы «Чиж» и «Перекрёсток».
В начале октября 1994 года с Кондрашкиным в Германии произошёл трагический случай (Андрей Бурлака называет иную дату — весна 1993 года), до сих пор доподлинно неизвестно, что же случилось. Согласно сведениям, собранным Сергеем Летовым, Александр Кондрашкин в составе группы «Клуб кавалера Глюка» поехал на гастроли в Берлин, где был сильно избит хулиганами и сброшен с виадука. Был доставлен в  клинику с тяжёлыми переломами конечностей, позвоночника и сотрясением мозга, где лечился полгода. После инцидента получил инвалидность. К музыке так и не вернулся.
Cкончался 9 июля 1999 года в третью годовщину смерти своего друга Сергея Курёхина. Похоронен на Южном кладбище Санкт-Петербурга.

## Память
Сохранилось интервью 1985 года журналу «Рокси», заметка в книге «Второе путешествие рок-дилетанта, или Альманах рок-дилетанта» Александра Житинского, глава «Мой мартиролог», упоминания в статьях рок-энциклопедии «Кто есть кто в советском роке», упоминания на официальных сайтах групп, где он играл, статья Сергея Летова «Поминальные заметки об Александре Кондрашкине, подлинной легенде питерского рока. О городе забвения и загадке инопланетян».

## Дискография
Аквариум:
- «Электричество»
- «Треугольник»
- «Акустика»
- «Радио Африка»

Странные игры:
- «Метаморфозы»
- «Концерт в Ленэнерго»
- «Смотри в оба»

АВИА:
- «Жизнь и творчество композитора Зудова»
- «Бомбей»
- «АВИА Всем!»
- «Ура!»

Мануфактура:
- «Зал ожидания»
- «Дорога»

Чиж & Co:
- Чиж (сольный альбом Сергея Чигракова)
- Перекрёсток